# Schlotheimia atlantica
Schlotheimia atlantica är en bladmossart som beskrevs av Dixon in Dixon och Fleischer 1937. Schlotheimia atlantica ingår i släktet Schlotheimia och familjen Orthotrichaceae. Inga underarter finns listade i Catalogue of Life.